# Athrotaxis cupressoides
Athrotaxis cupressoides là một loài thực vật hạt trần trong họ Cupressaceae. Loài này được D.Don mô tả khoa học đầu tiên năm 1839.